# 민병준
민병준(한국 한자: 閔丙焌, 1987년 8월 4일 ~ )은 대한민국의 전 축구 선수이며, 포지션은 미드필더였다.